# Azula
Azula é uma das personagens principais da série animada Avatar: The Last Airbender, sendo a principal vilã da segunda temporada e uma das antagonistas na terceira. A personagem é considerada uma das vilãs mais marcantes dos desenhos animados e da cultura pop, com uma admiração intensa dos fãs por suas fortes frases de efeito e seu grande carisma. É até hoje uma personagem bastante analisada pelos fãs da série.

## Personalidade
Tendo crescido em uma família altamente disfuncional, a falta de atenção de sua mãe na infância acabara por fazer com que ela crescesse buscando a admiração do pai como forma de "compensação". Ela geralmente usava seu poder como forma de demonstração de superioridade, principalmente com seu irmão, que tinha mais dificuldade em dominação. O uso da força e a impiedade com adversários considerados "mais fracos" levava a garota a ser admirada por Ozai, mas também afetando negativamente sua saúde mental e seu comportamento. Como resultado de seu tóxico comportamento, sua mãe começou a temer que a filha se tornasse uma pessoa sádica, com Azula mais tarde dizendo que sua mãe a considerava um monstro.

## Aparições em outras mídias
Cinema
Azula é interpretada por Summer Bishil no filme O Último Mestre do Ar.
Série live-action
Elizabeth Yu interpreta a personagem na série produzida pela Netflix.